# Беккер-Пинкстон, Элизабет
Элизабет Энн Беккер-Пинкстон (англ. Elizabeth Anna Becker-Pinkston; 6 марта 1903, Филадельфия, Пенсильвания — 6 апреля 1989, Детройт, Мичиган) — американская прыгунья в воду, двукратная олимпийская чемпионка.

## Биография
Элизабет Энн Беккер родилась в 1903 году в Филадельфии. После излечения от дифтерии в 8-летнем возрасте Элизабет по совету врача стала заниматься плаванием, а позднее прыжками в воду. В 1916 году о 13-летней Беккер писали, что она в будущем может стать  чемпионкой по прыжкам в воду.
На летних Олимпийских играх 1924 года в Париже Беккер победила в прыжках в воду с трёхметрового трамплина и завоевала серебряную медаль в прыжках с десятиметровой вышки, уступив соотечественнице Кэролайн Смит. Тогда же она познакомилась с прыгуном в воду и олимпийским чемпионом Кларенсом Пинкстоном, за которого вышла замуж. Он также стал её тренером. В 1926 году них родились дочери-близнецы Бетти и Кларенс.
На летних Олимпийских играх 1928 года в Амстердаме Беккер-Пинкстон победила в прыжках в воду с десятиметровой вышки.
Беккер-Пинкстон была 6 раз чемпионкой США в прыжках в воду на соревнованиях Любительского спортивного союза. После завершения спортивной карьеры Пинкстоны работали тренерами по плаванию и прыжкам в воду в Детройте, приняли участие в создании клуба Michigan Inner-Club Swimming Association.
Кларенс ушёл из жизни в 1965 году. В следующем году он был посмертно включён в Зал Славы мирового плавания. В 1967 году туда же включили и Элизабет. Таким образом, Пикстоны стали первыми супругами, внесёнными в Зал Славы мирового плавания. Элизабет скончалась в 1989 году на 87-м году жизни.